# Nebojša Kaluđerović
Nebojša Kaluđerović (Nikšić, 17 dicembre 1955) è un politico e diplomatico montenegrino.

## Carriera
Kaluđerović nasce a Nikšić nel 1955, nella Repubblica Socialista di Montenegro. Si è laureato presso la Facoltà di Giurisprudenza dell'Università di Belgrado. Oltre al montenegrino, sua lingua madre, parla correttamente l'inglese ed il russo.
Prima del 1991, ha lavorato come Ambasciatore Permanente presso le Nazioni Unite per la Repubblica Socialista Federale di Jugoslavia, con particolare attenzione alla sicurezza internazionale e al disarmo. Dal 1981 al 1992, è stato anche membro del segretariato federale e consigliere speciale per gli affari multilaterali al ministro degli esteri della Jugoslavia dal 1991 al 1992. Tra il 1994 e il 2000 ha lavorato nel settore del commercio e dell'ingegneria nella Federazione Russa.
Dopo aver ricoperto la carica di vice ministro degli affari esteri tra il 2000 e il 2001 e capo di gabinetto del Presidente del Montenegro tra il 2002 e il 2003, Kaluđerović divenne rappresentante permanente della Serbia e Montenegro alle Nazioni Unite. Nel 2006, a seguito del referendum sull'indipendenza del Montenegro, ha prestato servizio in qualità di inviato speciale del governo del Montenegro nella stessa organizzazione fino al 1º aprile 2010. Per il suo riolo, il principe Nicola del Montenegro lo ha investito con le insegne di Gran Croce dell'Ordine di Danilo I.
Ha ricoperto l'incarico Ministro degli Affari Esteri per breve tempo dal 10 luglio al 4 dicembre 2012.

## Incarichi ricoperti
| Carica                                                   | Inizio mandato | Fine mandato    | Predecessore | Successore  |
| -------------------------------------------------------- | -------------- | --------------- | ------------ | ----------- |
| Ministro degli affari esteri e dell'integrazione europea | 10 luglio 2012 | 4 dicembre 2012 | Milan Roćen  | Igor Lukšić |